# Gran Premi de Rússia del 2016
El Gran Premi de Rússia de Fórmula 1 de la temporada 2016 s'ha disputat al circuit urbà de Sotxi, del 29 a l'1 de maig del 2016.
Aquesta és la tercera cursa que s'hi disputarà dins d'un acord per disputar-la durant set anys, des de 2014 a 2020.

## Resultats de la qualificació
| Pos | No | Pilot             | Constructor          | Part 1   | Part 2   | Part 3      | Sortida |
| --- | -- | ----------------- | -------------------- | -------- | -------- | ----------- | ------- |
| 1   | 6  | Nico Rosberg      | Mercedes             | 1:36.119 | 1:35.537 | 1:35.417    | 1       |
| 2   | 5  | Sebastian Vettel  | Ferrari              | 1:36.555 | 1:36.623 | 1:36.123    | 7*      |
| 3   | 77 | Valtteri Bottas   | Williams-Mercedes    | 1:37.746 | 1:37.140 | 1:36.536    | 2       |
| 4   | 7  | Kimi Räikkönen    | Ferrari              | 1:36.976 | 1:36.741 | 1:36.663    | 3       |
| 5   | 19 | Felipe Massa      | Williams-Mercedes    | 1:37.753 | 1:37.230 | 1:37.016    | 4       |
| 6   | 3  | Daniel Ricciardo  | Red Bull-TAG Heuer   | 1:38.091 | 1:37.569 | 1:37.125    | 5       |
| 7   | 11 | Sergio Pérez      | Force India-Mercedes | 1:38.006 | 1:37.282 | 1:37.212    | 6       |
| 8   | 26 | Daniil Kvyat      | Red Bull-TAG Heuer   | 1:38.265 | 1:37.606 | 1:37.459    | 8       |
| 9   | 33 | Max Verstappen    | Toro Rosso-Ferrari   | 1:38.123 | 1:37.510 | 1:37.583    | 9       |
| 10  | 44 | Lewis Hamilton    | Mercedes             | 1:36.006 | 1:35.820 | Sense temps | 10      |
| 11  | 55 | Carlos Sainz Jr.  | Toro Rosso-Ferrari   | 1:37.784 | 1:37.652 |             | 11      |
| 12  | 22 | Jenson Button     | McLaren-Honda        | 1:38.332 | 1:37.701 |             | 12      |
| 13  | 27 | Nico Hülkenberg   | Force India-Mercedes | 1:38.562 | 1:37.771 |             | 13      |
| 14  | 14 | Fernando Alonso   | McLaren-Honda        | 1:37.971 | 1:37.807 |             | 14      |
| 15  | 8  | Romain Grosjean   | Haas-Ferrari         | 1:38.383 | 1:38.055 |             | 15      |
| 16  | 21 | Esteban Gutiérrez | Haas-Ferrari         | 1:38.678 | 1:38.115 |             | 16      |
| 17  | 20 | Kevin Magnussen   | Renault              | 1:38.914 |          |             | 17      |
| 18  | 30 | Jolyon Palmer     | Renault              | 1:39.009 |          |             | 18      |
| 19  | 12 | Felipe Nasr       | Sauber-Ferrari       | 1:39.018 |          |             | 19      |
| 20  | 94 | Pascal Wehrlein   | Manor-Mercedes       | 1:39.399 |          |             | 20      |
| 21  | 88 | Rio Haryanto      | Manor-Mercedes       | 1:39.463 |          |             | 21      |
| 22  | 9  | Marcus Ericsson   | Sauber-Ferrari       | 1:39.519 |          |             | 22      |

## Resultats de la Cursa
| Pos | No | Pilot             | Constructor          | Voltes | Temps / Retirada | Pos.Sortida | Punts |
| --- | -- | ----------------- | -------------------- | ------ | ---------------- | ----------- | ----- |
| 1   | 6  | Nico Rosberg      | Mercedes             | 53     | 1h32'41997       | 1           | 25    |
| 2   | 44 | Lewis Hamilton    | Mercedes             | 53     | +25.022 s        | 10          | 18    |
| 3   | 7  | Kimi Räikkönen    | Ferrari              | 53     | +31.998 s        | 3           | 15    |
| 4   | 77 | Valtteri Bottas   | Williams-Mercedes    | 53     | +50.217 s        | 2           | 12    |
| 5   | 19 | Felipe Massa      | Williams-Mercedes    | 53     | +1:14.427 min.   | 4           | 10    |
| 6   | 14 | Fernando Alonso   | McLaren-Honda        | 52     | + 1 volta        | 14          | 8     |
| 7   | 20 | Kevin Magnussen   | Renault              | 52     | + 1 volta        | 17          | 6     |
| 8   | 8  | Romain Grosjean   | Haas-Ferrari         | 52     | + 1 volta        | 15          | 4     |
| 9   | 11 | Sergio Pérez      | Force India-Mercedes | 52     | + 1 volta        | 6           | 2     |
| 10  | 22 | Jenson Button     | McLaren-Honda        | 52     | + 1 volta        | 12          | 1     |
| 11  | 3  | Daniel Ricciardo  | Red Bull-TAG Heuer   | 52     | + 1 volta        | 5           |       |
| 12  | 55 | Carlos Sainz Jr.  | Toro Rosso-Ferrari   | 52     | + 1 volta        | 11          |       |
| 13  | 30 | Jolyon Palmer     | Renault              | 52     | + 1 volta        | 18          |       |
| 14  | 9  | Marcus Ericsson   | Sauber-Ferrari       | 52     | + 1 volta        | 22          |       |
| 15  | 26 | Daniil Kvyat      | Red Bull-TAG Heuer   | 52     | + 1 volta        | 8           |       |
| 16  | 12 | Felipe Nasr       | Sauber-Ferrari       | 52     | + 1 volta        | 19          |       |
| 17  | 21 | Esteban Gutiérrez | Haas-Ferrari         | 52     | + 1 volta        | 16          |       |
| 18  | 94 | Pascal Wehrlein   | Manor-Mercedes       | 51     | + 2 voltes       | 20          |       |
| DNF | 33 | Max Verstappen    | Toro Rosso-Ferrari   | 34     | Motor            | 9           |       |
| DNF | 5  | Sebastian Vettel  | Ferrari              | 0      | Col·lisió        | 7           |       |
| DNF | 27 | Nico Hülkenberg   | Force India-Mercedes | 0      | Col·lisió        | 13          |       |
| DNF | 88 | Rio Haryanto      | Manor-Mercedes       | 0      | Col·lisió        | 21          |       |